# Табукашвили, Давид Георгиевич
Давид Георгиевич Табукашвили (1906 год, Кутаисский уезд, Кутаисская губерния, Российская империя — дата смерти неизвестна, Грузинская ССР) — бригадир колхоза «Комунисакен» Маяковского района, Грузинская ССР. Герой Социалистического Труда (1949).

## Биография
Родился в 1906 году в одном из сельских населённых пунктов Кутаисского уезда. После окончания местной сельской школы трудился в личном сельском хозяйстве. С начала 1930-х годов — рядовой колхозник в колхозе «Комунисакен» Багдатского района (с 1940 года — Маяковский район, сегодня — Багдатский муниципалитет), председателем которого был Шалва Окропирович Чумбуридзе. В годы Великой Отечественной войны возглавлял бригаду виноградарей.
В 1948 году бригада под его руководством собрала в среднем с каждого гектара по 106,3 центнеров винограда на участке площадью 20,5 гектаров. Указом Президиума Верховного Совета СССР от 9 августа 1949 года удостоена звания Героя Социалистического Труда за «получение высоких урожаев винограда в 1948 году» с вручением ордена Ленина и золотой медали «Серп и Молот».
Этим же Указом звание Героя Социалистического Труда получили труженики колхоза «Комунисакен» звеньевые Валериан Макариевич Бахтидзе, Михаил Георгиевич Чкония и Шалва Петрович Табукашвили.
В последующие годы бригада Давида Табукашвили неоднократно показывала высокие результаты в виноградарстве, за что был награждён в 1950 году вторым Орденом Ленина.
Проживал в Маяковском районе. Дата смерти не установлена.
Награды
- Герой Социалистического Труда
- Орден Ленина — дважды (1949; 05.09.1950)
- Орден «Знак Почёта» (24.02.1946)
- Орден Трудового Красного Знамени (05.07.1951)